# Edwige Zadi
Edwige Laure-Marie Zadi, née le 20 décembre 1979, est une handballeuse ivoirienne évoluant au poste de gardienne de but.

## Carrière
Edwige Zadi évolue en club à l'Africa Sports, terminant notamment troisième de la Coupe d'Afrique des clubs champions en 2007, avant de rejoindre en 2018 le Bandama HBC Tiassalé,.
En sélection, elle fait partie de l'équipe de Côte d'Ivoire participant au Championnat du monde féminin de handball 2005 en Russie, aux Jeux africains de 2007 à Alger, au Championnat du monde féminin de handball 2009 en Chine et au Championnat d'Afrique des nations féminin de handball 2010 en Égypte.

## Clubs
- Africa Sports
- Bandama HBC Tiassalé

## Palmarès
- Médaille d'argent au Championnat d'Afrique des nations féminin de handball 2008
- Médaille de bronze au Championnat d'Afrique des nations féminin de handball 2010
- Médaille de bronze aux Jeux africains de 2007